# Dickeyville
Dickeyville is een plaats (village) in de Amerikaanse staat Wisconsin, en valt bestuurlijk gezien onder Grant County.

## Demografie
Bij de volkstelling in 2000 werd het aantal inwoners vastgesteld op 1043. In 2006 is het aantal inwoners door het United States Census Bureau geschat op 1056, een stijging van 13 (1,2%).

## Geografie
Volgens het United States Census Bureau beslaat de plaats een oppervlakte van 2,3 km², geheel bestaande uit land. Dickeyville ligt op ongeveer 286 m boven zeeniveau.

## Plaatsen in de nabije omgeving
De onderstaande figuur toont nabijgelegen plaatsen in een straal van 16 km rond Dickeyville.